# 4904-es mellékút (Magyarország)
A 4904-es mellékút egy bő 22 kilométeres hosszúságú, négy számjegyű mellékút Hajdú-Bihar vármegye északkeleti részén: Nyíradony városát köti össze a román határ mellett fekvő Nyírábránnyal.

## Nyomvonala
Nyíradony belvárosában indul, a 471-es főútból kiágazva, annak a 26+900-as kilométerszelvénye táján, kelet-délkeleti irányban, Kossuth Lajos utca néven. Valamivel kevesebb, mint 800 méter után egy elágazáshoz ér: kelet-északkeleti irányban kiágazik belőle a 4903-as út, a 4904-es pedig délebbnek fordulva, Acsádi utca néven folytatódik. Nagyjából 1,8 kilométer után lép ki a belterületről, 5,2 kilométer megtételét követően pedig eléri a település déli határát. Egy darabig a határvonalat kíséri, de mintegy 5,5 kilométer után teljesen nyíracsádi területre érkezik.
Nyíracsád határai között előbb Asszonyrész nevű településrészt érinti, a 8. és 9. kilométerei között, a település központi részének északnyugati szélét a 10. kilométere táján éri el, a Kossuth utca nevet felvéve. A központban, 11,8 kilométer után keresztezi a 4905-ös utat, amely ott nagyjából a 13. kilométerénél tart; utóbbiból majdnem ugyanott ágazik ki dél felé a 49 103-as számú mellékút Buzita településrész irányába. Az út a folytatásában már a Dózsa György utca nevet viseli, így is lép ki a belterületről, kevéssel a 13. kilométere előtt.
14,7 kilométer után lépi át az útjába eső utolsó település, Nyírábrány határszélét, a község lakott területének északi szélét nagyjából a 18. kilométere közelében éri el, a Kossuth utca nevet felvéve. A központban, 19,2 kilométer után egy rövid szakaszon az Ábrányi Kornél tér nevet veszi fel, ugyanott beletorkollik észak-északkelet felől a 4906-os út, bő 37 kilométer megtételét követően. Jókai utca néven folytatódik; a 20. kilométere előtt a 4907-es út torkollik bele délnyugat felől, ami után ismét keletebbnek fordul és Határőr utca lesz a neve. Így is ér véget, beletorkollva a 48-as főútba, annak a 29+200-as kilométerszelvénye közelében. Egyenes folytatásának tekinthető a 48 321-es számú mellékút, amely ugyanott indul dél felé, a Debrecen–Nyírábrány-vasútvonal Nyírábrány vasútállomásának kiszolgálására.
Teljes hossza, az országos közutak térképes nyilvántartását szolgáló kira.kozut.hu adatbázisa szerint 22,260 kilométer.

## Története
A Kartográfiai Vállalat 1990-ben megjelentetett Magyarország autóatlasza szinte a teljes szakaszát – két rövid, kiépített, pormentesként feltüntetett szakaszt leszámítva – csupán portalanított útként szerepelteti.

## Települések az út mentén
- Nyíradony
- Nyíracsád
- Nyírábrány